# Monografía
Una monografía (del griego mono, 'único' y grapho, 'escrito') es un documento que trata un tema en particular porque está dedicado a utilizar diversas fuentes compiladas y procesadas por uno o por varios autores.
Tiene diversos puntos de vista sobre el tema a tratar, así como también puede estar influida por las raíces culturales de su autor, y suele contener imágenes con lo que alcanza una riqueza mayor. Se aconseja tomarla como una fuente de información adicional a otro tipo de bibliografía.
La monografía es un documento escrito, sistemático y completo de un tema específico o particular; estudios pormenorizados y exhaustivos, abordando varios aspectos y ángulos del caso; tratamiento extenso en profundidad; metodología específica; contribución importante, original y personal.
La característica esencial no es la extensión, como sostienen algunos autores, sino sobre todo el carácter del trabajo y la calidad, eso es, el nivel de la investigación.
Una monografía es científica cuando habla de temas concernientes a la ciencia; de tipo periodístico es aquella que habla temas de filosofía y ética; y es general cuando refleja cualquier tema que pueda ser de interés y su contenido puede variar.
Gran parte de los artículos que integran la Wikipedia en español (o cualquier otra enciclopedia) tienen carácter monográfico, ya que presentan una amplia investigación acerca de un tema determinado, indicando conceptos, métodos de investigación empleados, bibliografía, conclusiones, citas y referencias.

## Ámbito académico
Es la palabra inglesa, "mono-" significa "único" y "-graph" significa "algo escrito". A diferencia de un libro de texto, que examina el estado del conocimiento en un campo, el objetivo principal de una monografía es presentar una investigación primaria y una erudición original que garantice una credibilidad confiable para el destinatario requerido. Esta investigación se presenta extensamente, distinguiendo una monografía de un artículo. Por estas razones, la publicación de una monografía suele considerarse vital para el progreso profesional en muchas disciplinas académicas. Destinadas a otros investigadores y compradas principalmente por bibliotecas, las monografías generalmente se publican como volúmenes individuales en tiradas cortas.
En Gran Bretaña y los EE. UU., lo que diferencia una monografía académica de un título comercial académico varía según el editor, aunque generalmente es la suposición de que los lectores no solo tienen un conocimiento especializado o sofisticado, sino también un interés profesional en el tema del trabajo. La monografía es entonces una herramienta útil para la iniciación científica, donde se estructura el proceso de análisis de información relevante sobre un determinado tema, de manera coherente y crítica. Para un adecuado desarrollo de esta técnica, son necesarias dos características indisociables: la selección de una adecuada temática acorde con el avance académico del discente y con la línea de investigación de interés personal y la disponibilidad de referencias científicas actualizadas, con las cuales se pueda desarrollar un análisis, síntesis y crítica del tema.